# Адміністративний устрій Бахмацького району
Адміністрати́вний у́стрій Ба́хмацького райо́ну — адміністративно-територіальний поділ Бахмацького району Чернігівської області на 1 міську територіальну громаду, 1 міську, 1 селищну та 18 сільських рад, які об'єднують 81 населений пункт та підпорядковані Бахмацькій районній раді. Адміністративний центр — місто Бахмач.

## Список громад Бахмацького району
| № | Назва                      | Центр      | Населені пункти | Площа км² | Місце за площею | Населення (2015), осіб | Місце за населенням |
| - | -------------------------- | ---------- | --- | --------- | --------------- | ---------------------- | ------------------- |
| 1 | Батуринська міська громада | м. Батурин | м. Батурин с. Бондарі c. Веселівка с-ще Голубів c. Городище с-ще Каціри с. Лісова Поляна с-ще Лопатин c. Матіївка c. Мости с. Нове Полісся c. Обірки с-ще Прохори с. Часниківка с-ще Шумейкине с. Шумин |           |                 | 4342                   |                     |

## Список радБахмацького району
| №  | Назва                       | Центр             | Населені пункти                                                                            | Площа км² | Місце за площею | Населення (2001), чол. | Місце за населенням | Розташування |
| -- | --------------------------- | ----------------- | ------------------------------------------------------------------------------------------ | --------- | --------------- | ---------------------- | ------------------- | ------------ |
| 2  | Бахмацька міська рада       | м. Бахмач         | м. Бахмач                                                                                  | 18,81     | 18              | 19823                  | 1                   |              |
| 3  | Дмитрівська селищна рада    | смт Дмитрівка     | смт Дмитрівка с. Щуча Гребля                                                               | 7,983     | 20              | 3116                   | 3                   |              |
| 4  | Бахмацька сільська рада     | с. Бахмач         | с. Бахмач с. Кошмалів с. Острів с. Пашків                                                  | 84,3117   | 3               | 3108                   | 4                   |              |
| 5  | Біловежівська сільська рада | c. Біловежі Перші | c. Біловежі Перші c. Біловежі Другі с. Вишнівське c. Зарукавне с. Зеленівка с. Кальчинівка | 95,663    | 2               | 1013                   | 19                  |              |
| 6  | Гайворонська сільська рада  | c. Гайворон       | c. Гайворон c. Восьме Березня с. Нечаїв c. Залісся с. Шевченкове                           | 64,276    | 10              | 1002                   | 20                  |              |
| 7  | Голінська сільська рада     | c. Голінка        | c. Голінка                                                                                 | 74,686    | 6               | 1077                   | 18                  |              |
| 9  | Григорівська сільська рада  | c. Григорівка     | c. Григорівка с-ще Веселе                                                                  | 59,3018   | 11              | 1542                   | 8                   |              |
| 10 | Красилівська сільська рада  | c. Красилівка     | c. Красилівка с-ще Перемога с-ще Черемушки                                                 | 42,46     | 13              | 1175                   | 16                  |              |
| 11 | Красненська сільська рада   | c. Красне         | c. Красне с. Карпенкове с. Пирогівка с. Тасуїв                                             | 76,175    | 5               | 1461                   | 11                  |              |
| 12 | Кропивненська сільська рада | c. Кропивне       | c. Кропивне                                                                                | 45,969    | 12              | 790                    | 21                  |              |
| 13 | Курінська сільська рада     | c. Курінь         | c. Курінь с. Ополонське с. Українське с. Шумейків                                          | 120,2     | 1               | 4279                   | 2                   |              |
| 15 | Митченківська сільська рада | c. Митченки       | c. Митченки                                                                                | 4,8       | 23              | 1272                   | 14                  |              |
| 16 | Обмачівська сільська рада   | c. Обмачів        | c. Обмачів с. Вербівка с. Осіч с. Слобідка                                                 | 73,547    | 7               | 1478                   | 10                  |              |
| 17 | Пальчиківська сільська рада | c. Пальчики       | c. Пальчики с. Веселе                                                                      | 24,805    | 16              | 659                    | 22                  |              |
| 18 | Пісківська сільська рада    | c. Піски          | c. Піски с. Варварівка с. Запорізьке с. Кулішове с. Олексіївка с. Осинівка                 | 40,141    | 14              | 1339                   | 12                  |              |
| 19 | Рубанська сільська рада     | c. Рубанка        | c. Рубанка с. Заболоття с. Ковальове с-ще Нове с. Смолове с. Терешиха                      | 20,3345   | 17              | 1256                   | 15                  |              |
| 20 | Стрільницька сільська рада  | c. Стрільники     | c. Стрільники                                                                              | 33,438    | 15              | 1161                   | 17                  |              |
| 21 | Тиницька сільська рада      | c. Тиниця         | c. Тиниця                                                                                  | 67,381    | 9               | 2090                   | 6                   |              |
| 22 | Фастовецька сільська рада   | c. Фастівці       | c. Фастівці с. Безпечне с. Вишневе с. Грушівка с. Перше Травня с. Шевченка                 | 77,868    | 4               | 1337                   | 13                  |              |
| 23 | Халимонівська сільська рада | c. Халимонове     | c. Халимонове с. Вишневе с. Глибоке с. Калинівка с. Мовчинів                               | 69,132    | 8               | 1488                   | 9                   |              |

* Примітки: м. — місто, с-ще — селище, смт — селище міського типу, с. — село